# Vilive Miramira
Pas d'image ? Cliquez ici

a Compétitions nationales et continentales officielles uniquement.

b Matchs officiels uniquement.
Dernière mise à jour le 14 février 2025.
Vilive Miramira, né le 21 mars 1999, est un joueur international fidjien de rugby à XV évoluant au poste de troisième ligne aile, avec les Fijian Drua en Super Rugby.

## Biographie

### Carrière en club
Aux Fidji, il représente le club de Nadi chez les jeunes, puis chez les séniors en 2020 et 2021 en Skipper Cup.
Vilive Miramira devient joueur professionnel en intégrant l'équipe des Fijian Drua pour la saison 2022 de Super Rugby et dispute leur premier match contre les Waratahs en tant que remplaçant,.

### En équipe nationale
Vilive Miramira représente l'équipe des Fidji des moins de 20 ans, avec qui il participe au Championnat du monde junior 2019, puis les Fidji Warriors en 2020.
Remarqué avec sa robustesse et sa mobilité pour ses performances avec les Drua en 2023, le troisième ligne aile obtient sa première cape internationale avec les Flying Fijians en 2023 contre les Samoa. 
En août 2023, il est retenu dans le groupe de 33 joueurs sélectionnés pour participer à la Coupe du monde en France. Durant le Mondial, il joue seulement les cinq dernières minutes du quart de finale contre l'Angleterre.

## Statistiques en équipe nationale
- 3 sélections avec les Fidji, dont 1 en tant que titulaire[2].
- Participation à la Coupe du monde 2023 (1 match).